# Schotts Sammelsurium
Schotts Sammelsurium bzw. Schotts Almanach (britisches Original und US-Ausgabe: Schott’s Miscellany bzw. Schott’s Almanac) ist eine Buchreihe des Autors Ben Schott. Die erste Ausgabe erschien als Schott’s Original Miscellany im Jahr 2002. Die deutsche Erstausgabe war 12 Wochen lang in den Jahren 2004 und 2005 auf dem Platz 1 der Spiegel-Bestsellerliste.
Schotts Sammelsurium gewann seinen Unterhaltungs- und Informationswert nicht wie ein herkömmliches Lexikon oder ein Almanach aus seiner scheinbaren Vollständigkeit, sondern aus Ben Schotts Gewichtung und Auswahl nutzloser Fakten, Listen und Kuriositäten.
Jahrbücher erschienen als Schott’s Almanac von 2005 bis 2010 in Großbritannien und von 2006 bis 2008 in den USA und Deutschland. Die Bände wurden in allen drei Ländern von Bloomsbury Publishing publiziert, wobei jede Ausgabe eine andere Struktur und einen anderen Inhalt hatte. Jedes Jahr im November erschien der aktuelle Schotts Almanach zum Folgejahr. Er versammelte in 13 Abschnitten von Medien & Menschen über Musik & Film bis hin zu Sport die kuriosesten Fakten des Jahres.
Auch zwei themenspezifische Bände sind erschienen: Schotts Sammelsurium Essen und Trinken und Schotts Sammelsurium Sport, Spiel & Müßiggang.